# スメラ
スメラ（ノルウェー語: Smøla）は、ノルウェーのムーレ・オ・ロムスダール県にある基礎自治体（以下、本稿では便宜上「市」と記述する）。北モーレ地域に位置する。行政の中心地はホーペン村で、ほかにデュルネス (Dyrnes) 、ロケト (Råket) 、ヴァイホルメン (Veiholmen) の村々がある。

## 基礎情報
1960年1月1日にエドイ (Edøy) 、ブラットヴェール (Brattvær) 、ホーペン (Hopen) 各市が合併して誕生した。当時の人口は4046人であった。

### 地名
市名は最大の島であるスメラ島からとられた。これは古ノルド語で「かけら」や「くず」という意味で、島を取り巻く何千もの島嶼に由来するとされる。

### 市章
市章は1989年に制定された。描かれた2羽のカモメは、島内のコミュニティを表す。

### 教会
ノルウェー国教会は、市内に3教区を置く。いずれの教区もムーレ司教区に属する。
| 教区             | 名称                 | 築造       | 所在地           |
| ---------------- | -------------------- | ---------- | ---------------- |
| ブラットヴェール | ブラットヴェール教会 | 1917年     | ブラットヴェール |
| エドイ           | エドイ教会           | 1885年     | エドイ           |
| エドイ           | エドイ古教会         | 1190年ごろ | エドヤ島         |
| ホーペン         | ホーペン教会         | 1892年     | ホーペン         |

## 地理

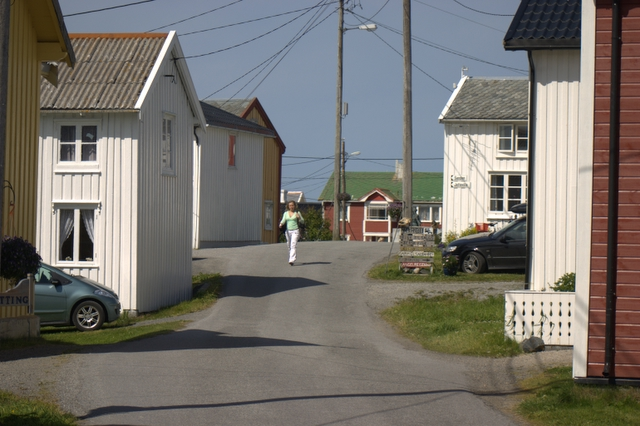
ヴァイホルメンの漁村

クリスチャンスンとトゥストナの北に位置し、スメラ島と3000以上の島嶼からなる。214平方キロのスメラ島はかなり平坦で、最高地点も海抜63mしかない。大部分は沼地と断崖で、農業に向く土地は全体の5%に限られる。
ベルリン工科大学測地学研究所の科学者はプトレマイオスの古地図を考査し、現代の地図と比較することで伝説上の地名の同定を試みた。その中で彼らは、神話に登場する土地トゥーレをスメラと推測している。

## エネルギー
2002年9月5日、国王ハーラル5世の支援による20基の2メガワット風力発電機からなるスメラ・ウィンド・ファームの操業開始がスタットクラフトから発表された。これは風力計画の第一段階で、将来的には最大発電量を110メガワット以上にすることが構想された。2005年9月には第二段階として、48基の2.3メガワット風車が加えられた。最終的に、この風力発電計画は68基の風車を擁する、欧州最大の風力プロジェクトとなった。ウィンドファーム内の総発電量、150メガワットはノルウェー国内の風力発電量の過半数に達する。年間の発電量は450ギガワット時で、2万2500世帯の消費電力をまかなえる。

## 名所
- ヴァイホルメン - スメラ島北部にある、比較的大きな漁村
- 「クリの石」 - ノルウェーの初期キリスト教をいまに伝える、代表的な遺物のひとつ。描かれた大きな十字架がよく知られているが、ふちにルーン文字が刻まれていることはあまり知られていない
- 海釣り - 周囲の深い海ではニシン類、タラ類、サケ・マス類、アンコウ類、タイセイヨウオヒョウ、ツノガレイ類、コイ類、サバ類など、幅広い種類が釣れる。案内つきの釣り旅が供され、漁船のレンタルや釣り具を求めることもできる